# شهرستان گررد (کنتاکی)
شهرستان گررد، کنتاکی (به انگلیسی: Garrard County, Kentucky) یک سکونتگاه مسکونی در ایالات متحده آمریکا است که در کنتاکی واقع شده‌است.

## خصوصیات
شهرستان گررد ۶۰۶٫۰۶ کیلومترمربع مساحت دارد.